# Dresslerella pilosissima
Dresslerella pilosissima es una especie de orquídea epifita, originaria de Guatemala.

## Descripción
Es una orquídea de pequeño tamaño, con creciente hábito de epífita y que tiene ramicaules pilosos, cilíndricos, envueltos basalmente por brácteas tubulares,  pilosas y que lleva una hoja subcoriácea, ovado-lanceolada, pubescente en ambos lados, papilosa, un poco conduplicada abajo en el pecíolo de la hoja que es suculenta. Florece en el invierno en una sucesión de flores, pubescentes solitarias que se presentan en una inflorescencia de 3 mm de largo sola con flores con una vaina basal y una sola  bráctea floral, tubular, pubescente derivada de la cúspide de la ramicaule. La flor se lleva a cabo cerca de la base de la hoja y la mayoría de todas las partes de la planta son pubescente.

## Distribución y hábitat
Se encuentra en Costa Rica en los bosques de hoja perenne húmedo en las elevaciones de 800-1100 metros.

## Taxonomía
Dresslerella pilosissima fue descrita por  (Schltr.) Luer y publicado en Selbyana 2(2–3): 185. 1978.
Etimología
Dresslerella: nombre genérico que fue nombrado en honor del botánico americano Robert Louis Dressler.
pilosissima: epíteto latíno que significa "la más peluda".
Sinonimnia
- Pleurothallis pilosissima Schltr.
- Restrepia pilosissima (Schltr.) Ames & C.Schweinf.
- Restrepiella pilosissima (Schltr.) Garay & Dunst.[4][5]